# Whipping boy

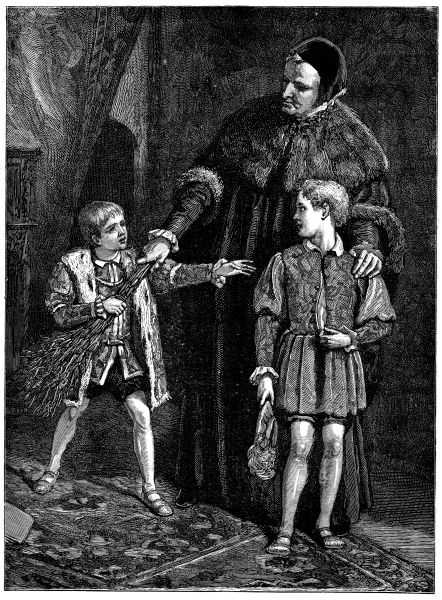
Edward et le Whipping Boy, illustration de Walter S. Stacey.

Un whipping boy était un jeune garçon attribué à un jeune prince et qui était puni lorsque le prince se comportait mal. Le prince ne pouvant être puni que par le roi, en l'absence de ce dernier, s'en prendre à une personne qui avait grandi avec le prince et donc avec un fort lien affectif permettait de faire respecter les règles.
La réalité de leur existence est aujourd'hui sujette à débat, de nombreux historiens considérant qu'il s'agit d'un mythe. Les whipping boy auraient été établis dans la cour d'Angleterre pendant les XVe et XVIe siècles. William Murray, 1er comte de Dysart, étant par exemple cité comme ayant été le whipping boy de Charles Ier lorsqu'ils résidaient à la Ham House.
Le livre pour enfants The Whipping Boy de Sid Fleischman (lauréat de la médaille Newbery en 1987) et le roman Le Prince et le Pauvre de Mark Twain parlent de whipping boys.
Le terme whipping boy est cité dans les paroles de la chanson Rock 'n' Roll Damnation du groupe de hard rock AC/DC.